# White Wolf
白狼遊戲（英語：White Wolf Publishing）是一家美國遊戲公司，靠出版角色扮演遊戲規則書起家。
白狼遊戲的成名作為VTM，之後出了一系列黑暗世界的遊戲，早期作品特色為重視社交性和超自然社群，近年來多角化經營，集卡式遊戲、電腦遊戲都有涉獵，並出版黑暗世界的系列小說（VTM、WTA、HTR），除此之外還有出魔獸爭霸的規則、sword & sorcery系列等。另外還有拿到ravenloft和pendragon的規則代理權，還另開新黑暗世界(The New World of Darkness)的規則。

## 出版品

### RPG
- 黑暗世界(The World of Darkness)
- 擢颂(Exalted)
- 劍與魔法(Sword & Sorcery)
- Arthaus Games
- Orpheus

### 卡片游戏
- Jyhad: The Eternal Struggle(V:TES)
- Pimp: The Backhanding

## 另見
- 黑暗世界系列電子遊戲列表

## 連結
- 白狼官網 （页面存档备份，存于）